# إبراهيم الزبلي
إبراهيم الزبلي ممثل يمني، تخرج من كلية التجارة جامعة صنعاء ببكالوريوس إدارة أعمال وبدأ حياته الفنية عام 1995م، اتسمت أدواره في التلفزيون بالجدية والواقعية أحياناً والاستهتار والضياع أحياناً أخرى وهي الغالبة في بداياته، من أبرز أدواره سامي في مسلسل أشواق وأشواك، له كذلك عدة مسرحيات في المسرح.

## أعمال

### مسلسلات
- رماد الشوك.
- أشواق وأشواك.
- قبل الفوات.
- ناشر وطشة.
- عندما تبتسم الأحزان.
- مسلسل الفريق.
- غربة البن

### مسرحيات
- محكوم عليه بالإعدام.
- ذلك الشهيد أبي.
- ما في الجبة إلا الجحش.